# Andrea Fortunato
Andrea Fortunato (Salerno, Italia, 26 de julio de 1971 - Perugia, Italia, 25 de abril de 1995) fue un futbolista italiano.

## Trayectoria

### Como
Comenzó su carrera en la temporada 89/90 con el Como que esa temporada militaba en la Serie B. El conjunto lombardo acabó descendiendo a la Serie C1. Fortunato disputó 27 encuentros esa temporada.

### Genoa y Pisa
En el verano de 1991 fue fichado por el Genoa, donde compartiría vestuario con otra promesa del fútbol italiano, Christian Panucci. Fue cedido una temporada al Pisa, donde disputaría 25 partidos en la Serie B.
A la temporada siguiente regresó al Genoa, disputando 33 partidos y anotando 3 goles.

### Juventus
De cara a la temporada 93/94 fue fichado por la Juventus. Disputó 27 partidos y anotó un gol.

## Selección nacional
Fortunato debutó con la Selección Italiana de la mano del por entonces seleccionador azzurro Arrigo Sacchi el 22 de septiembre de 1993 ante Estonia, en el que sería su único partido internacional.

## Fallecimiento
Su carrera sería definitivamente truncada tras contraer leucemia linfoblástica aguda, que lo conduciría hacia la muerte el 25 de abril de 1995.

## Clubes
| Club          | País   | Año         |
| ------------- | ------ | ----------- |
| Como Calcio   | Italia | 1989 - 1991 |
| Pisa Calcio   | Italia | 1991 - 1992 |
| Genoa CFC     | Italia | 1992 - 1993 |
| Juventus F.C. | Italia | 1993 - 1995 |